# مايكل مكيان
مايكل مكيان (بالإنجليزية: Michael McKean)‏ هو كاتب أغاني وممثل تعبيري وموسيقي وكاتب سيناريو وكاتب وملحن وممثل أمريكي، ولد في 17 أكتوبر 1947 بنيويورك في الولايات المتحدة. بدأ مشواره المهني سنة 1973، ومن الجوائز التي نالها جائزة المسرح العالمي سنة 1990.

## أعمال

### أفلام
- (1980) سيارات مستعملة
- (1998) سمول سولجرز[9]
- (2001) أحدب نوتردام 2
- (2002) قاعدة المئة ميل
- (2005) المنتجان
- (2007) جوشوا
- (2007) ذا غراند
- (2012) كلام[10]

### مسلسلات
- فوياجر
- كاسل
- لافيرن وشيرلي
- من الأفضل الاتصال بسول

## جوائز
- جائزة المسرح العالمي (1990)

## وصلات خارجية
- مايكل مكيان على موقع IMDb (الإنجليزية)
- مايكل مكيان على موقع ألو سيني (الفرنسية)
- مايكل مكيان على موقع ميوزك برينز (الإنجليزية)
- مايكل مكيان على موقع تيرنر كلاسيك موفيز (الإنجليزية)
- مايكل مكيان على موقع أول موفي (الإنجليزية)
- مايكل مكيان على موقع قاعدة بيانات برودواي على الإنترنت (الإنجليزية)
- مايكل مكيان على موقع قاعدة بيانات الأفلام السويدية (السويدية)
- مايكل مكيان على موقع إن إن دي بي (الإنجليزية)
- مايكل مكيان على موقع ديسكوغز (الإنجليزية)
- مايكل مكيان على موقع قاعدة بيانات الفيلم (الإنجليزية)